# Thomas Hansen (capitaine)
Pour les articles homonymes, voir Thomas Hansen (homonymie) et Hansen.
Thomas Hansen, né en 1762 à Londres et mort le 30 janvier 1837 à Parramatta, est un officier de marine britannique.
Il le capitaine du premier navire missionnaire, l'Active, envoyé en Nouvelle-Zélande.

## Biographie
Né en 1762, il n'est baptisé que 16 mois plus tard à la paroisse St Peter upon Cornhill le 8 mai 1763,.
Il épouse en 1783 Hannah Coates (1751-1823) dont il aura deux enfants.
Capitaine dans la marine marchande britannique, il est engagé par la Missionary Society et commande les navires Active (1814) et Lady Nelson (1821) en Nouvelle-Zélande. Avec l'Active, il amène en Nouvelle-Zélande le Révérend Samuel Marsden qui y prêche son premier sermon, le jour de Noël 1814.
Au cours d'un autre voyage de l' Active, arrivant à la baie des îles en février 1816, il sauve les six derniers hommes survivants du Betsy, qui a fait naufrage et dont les membres ont été pris en charge par une tribu maorie.
Il est le capitaine en 1826 de l' Amity qui y transporte des convicts.
Jules Verne le mentionne de manière erronée en écrivant « Hausen » dans son roman Les Enfants du capitaine Grant (partie 3, chapitre II).